# Controvento (meccanica)

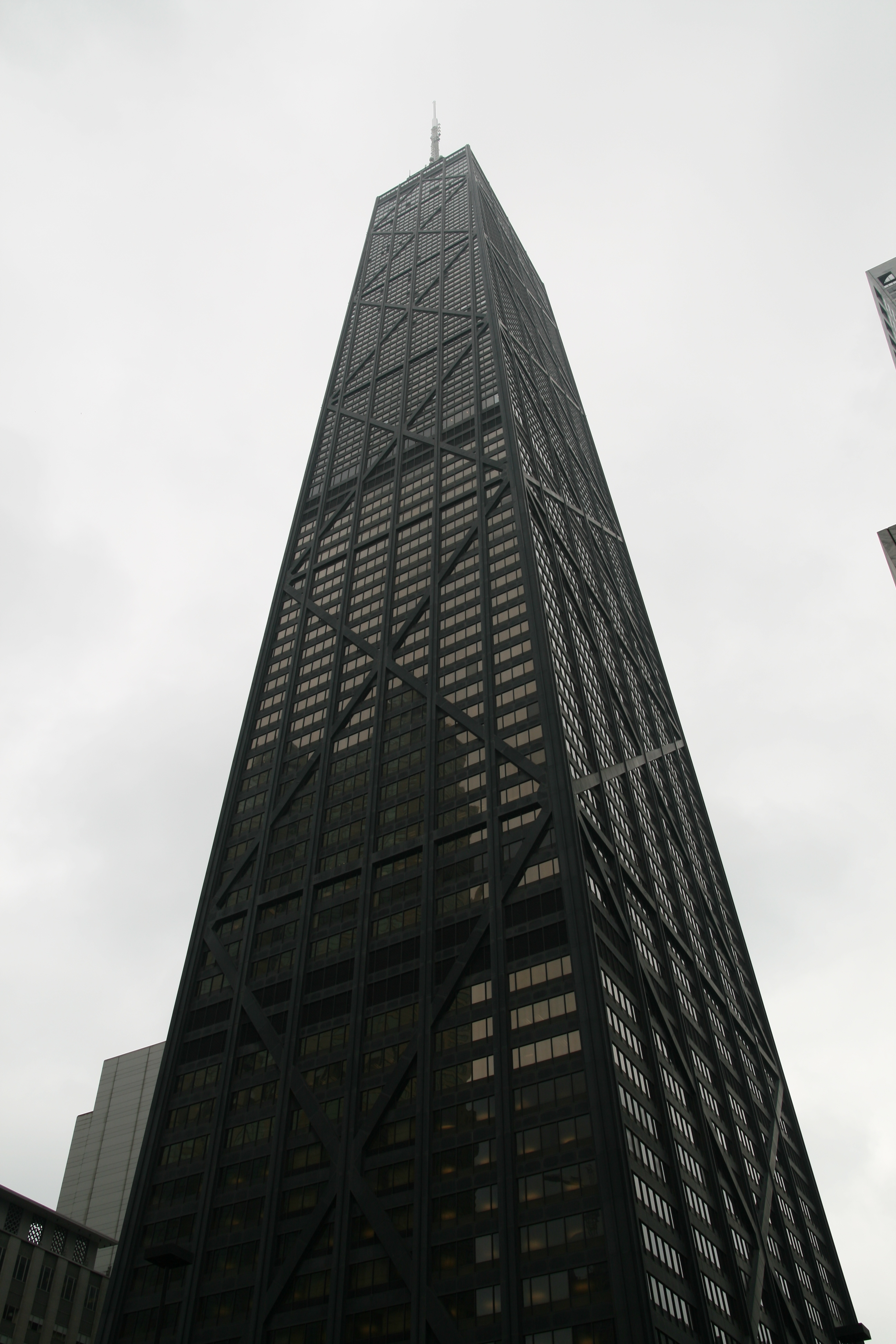
L'immagine estetica del John Hancock Center è affidata ai controventamenti esterni.

Il termine controvento, in architettura, indica un elemento strutturale utile a contrastare le forze spingenti laterali (orizzontali). Tali elementi possono essere posti in piani orizzontali o verticali. Nelle carpenterie metalliche o di legno collegano tra loro gli elementi delle strutture principali, rendendole resistenti a forze agenti in senso orizzontale. 
I controventi verticali, che risultano essere i tipi più comuni, sono:
- controvento a croci di Sant’Andrea
- controvento reticolare a K
- controvento a portalini sovrapposti
- controvento con telaio a nodi rigidi

Il controvento può essere anche un cavo che rinforza contro l'azione del vento, o altre azioni trasversali, un elemento verticale (come un palo, un'antenna) od orizzontale (boma nelle barche).
Nelle costruzioni aeronautiche, la controventatura delle ali può essere assicurata mediante l'impiego congiunto di cavi e montanti (come sui biplani) o aste (come per i monoplani).